# (2607) Yakutia
(2607) Yakutia – planetoida z grupy pasa głównego asteroid okrążająca Słońce w ciągu 3 lat i 243 dni w średniej odległości 2,38 au. Została odkryta 14 lipca 1977 roku przez Nikołaja Czernycha. Przed nadaniem nazwy planetoida nosiła oznaczenie tymczasowe (2607) 1977 NR.